# Panagiótis Danglís
Panagiótis Danglís (en grec moderne Παναγιώτης Δαγκλής), né en 1853 à Agrínio en Acarnanie et mort le 9 mars 1924 à Athènes, est un général et homme politique grec.

## Biographie

### Un expert de l'artillerie
Panagiótis Danglís fait ses études à l'Académie militaire hellénique dont il sort second lieutenant d'artillerie en 1878. Il termine sa formation en Belgique.
À son retour, promu capitaine et officier d'ordonnance du général Vosseur (en), il est attaché à la mission militaire française qui en 1884-1887 modernise l'armée grecque.
Son expertise dans l'artillerie lui permet d'enseigner à l'Académie militaire et d'inventer en 1893 le canon de 75 qui porte son nom, une amélioration du canon de 75 de Schneider, le 75 mm Schneider-Danglis 06/09 (en) qui fut utilisé par la Grèce durant les guerres balkaniques et jusqu'à la Seconde Guerre mondiale.

### Au sommet de la hiérarchie militaire
Durant la guerre gréco-turque (1897), il est chef d'état-major de la 1re Brigade en Épire. Il passe à l'état-major général, en tant que lieutenant-colonel en 1904.
Promu colonel en 1907, il participe aux combats irréguliers en Macédoine, dans la région de Thessalonique, sous le nom de Parmenion.
Major-général en 1911, il prend la tête de l'état-major général en août 1912 en raison de ses capacités, mais aussi pour contrebalancer l'influence du royaliste et germanophile Ioannis Metaxas. Pendant la Première Guerre balkanique, il est chef d'état-major du diadoque (prince-héritier) Constantin dans l'armée de Thessalie (en).
Il participe aux négociations du traité de Londres (1913). En mars 1913, il commande le corps d'armée de l'Épire avec le grade de lieutenant-général.

### Commandant en chef de l'armée grecque (1917-1918)
En 1917, quand la Grèce entre dans la Première Guerre mondiale aux côtés de l'Entente, il est nommé commandant en chef de l'armée grecque.

### Carrière politique
Fin 1914, il quitte l'armée pour entrer en politique, aux côtés d'Elefthérios Venizélos. En 1915, il est élu député d'Épire. Ministre de la guerre, il soutient Venizélos contre le roi, puis lors du « Grand Schisme ». Il fait même partie du triumvirat qui dirige le gouvernement de défense nationale à Thessalonique.
À la fin de la Première Guerre mondiale, il prend à nouveau sa retraite et retrouve son siège de député. Il séjourne à Nice où il retrouve Elefthérios Vénizélos en exil dans cette ville, en décembre 1920. En 1921, Danglis prend la tête du Parti libéral après l'exil volontaire de son président, Venizélos.